# George Peacock
George Peacock (9 avril 1791 – 8 novembre 1858) est un mathématicien anglais surtout connu au XIXe siècle pour son Treatise on Algebra, un ouvrage qui veut placer l'algèbre sur une base logique.

## Biographie
Peacock vit dans le nord de l'Angleterre à 14 miles de Richmond, North Yorkshire. Son père, le révérend Thomas Peacock, est un clergyman de l'Église d'Angleterre qui occupe le poste de curé pendant 50 ans de la paroisse de Denton, où il tient également une école. Dans sa jeunesse, George montre beaucoup plus d'habileté à escalader qu'à étudier. Il reçoit sa formation de niveau élémentaire de son père et, à 17 ans, il est envoyé à une école de Richmond où il reçoit les enseignements d'un diplômé de l'Université de Cambridge dans le but de préparer son examen d'admission à cette université. Dans cette école, il se distingue dans les matières dites classiques et dans les mathématiques. En 1809, il est admis au Trinity College de Cambridge.
En 1812, George Peacock obtient le titre de deuxième wrangler (le premier wrangler est John Herschel) et le deuxième prix Smith. Deux ans plus tard, il est candidat pour un fellowship à son collège et l'obtient immédiatement, en partie à cause de son excellente connaissance des matières classiques. Un fellowship représente un revenu de 200 livres sterling par année, renouvelable pendant les six années subséquentes si le fellow ne se marie pas pendant cette période, et qui est prolongé par la suite si le fellow entre dans un ordre religieux.
L'année après avoir accepté le fellowship, Peacock est nommé tuteur et lecturer de son college, poste qu'il occupe pendant plusieurs années. En accord avec plusieurs étudiants de son rang, il est profondément convaincu que la notation qui a cours à Cambridge pour les intégrales est incorrecte. En 1815, il forme une association avec Charles Babbage et John Herschel, l’Analytical Society, dans le but d'influencer les mathématiciens de Cambridge. Leur but est de faire adopter la notation {\displaystyle {\frac {dy}{dx}}}, mise de l'avant par Leibniz et adoptée sur le continent européen, et d'abandonner la notation des points (par exemple, la dérivée de y est dénotée par {\displaystyle {\dot {y}}}), mise de l'avant par Isaac Newton et adoptée sur l'île britannique.
Dans un premier temps, l’Analytical Society traduit du français un court ouvrage de Sylvestre-François Lacroix sur le calcul différentiel, publié en 1816. À cette époque, les meilleurs ouvrages et les meilleurs travaux étaient rédigés en français. Peacock poursuit ensuite en rédigeant ensuite un volumineux ouvrage intitulé Collection of Examples of the Application of the Differential and Integral Calculus (Collection d'exemples d'applications du calcul différentiel et du calcul intégral), publié en 1820. Les ventes des deux ouvrages sont importantes et permettent à l’Analytical Society de poursuivre ses objectifs. À cette époque, les wranglers les plus élevés d'une année sont nommés examinateurs des examens de classement trois ou quatre ans plus tard. Peacock est nommé examinateur en 1817, et profite de sa position pour avancer de façon notable la cause de la réforme. Dans les questions qu'il pose, la notation différentielle de Leibniz est pour la première fois officiellement utilisée dans un examen de Cambridge. Son innovation est découverte par la censure, mais il écrit à l'un de ses amis : 

« Je peux vous assurer que je ne cesserai jamais de m'employer à défendre la cause de la réforme, et que je ne refuserai aucun poste qui me permettra d'augmenter mon pouvoir de l'imposer. Je suis pratiquement certain d'être nommé modérateur en 1818-1819, et puisque je suis déjà un examinateur, pendant la prochaine année je vais poursuivre mon chemin de façon encore plus décidé, puisque j'ai la conviction que les hommes sont préparés au changement, et auront acquis un meilleur système grâce à la publication de meilleurs livres élémentaires. J'ai une influence considérable en tant que lecturer, et je ne vais pas la négliger. C'est seulement par une persévérance silencieuse que nous pouvons espérer réduire le monstre à multiples têtes du préjudice et obliger l'université à montrer son caractère de mère aimante de la bonne instruction et science. »

 Quelques années plus tard, l’Analytical Society obtint le succès escompté.
Il est élu fellow de la Royal Society en janvier 1818.
Peacock s'attaque par la suite à une autre réforme : l'enseignement de l'algèbre. En 1830, il publie Treatise on Algebra qui vise à placer l'algèbre sur des bases scientifiques, tout en reflétant les dernières avancées réalisées par les mathématiciens continentaux. 
L’Astronomical Society of London (« Société astronomique de Londres ») est fondée dans le but d'améliorer l'astronomie. Les trois fondateurs de l’Analytical Society sont les principaux responsables de la création de cette association. Peacock est l'un des plus actifs promoteurs d'un observatoire astronomique à Cambridge. Il est aussi l'un des fondateurs de la Philosophical Society of Cambridge (« Société philosophique de Cambridge »).
En 1831, la British Association for the Advancement of Science tient sa première rencontre dans l'ancienne ville d'York. L'une des premières résolutions adoptées est de commander des rapports sur l'état et la progression de certains domaines scientifiques, à rédiger de temps à autre par une personne compétente pour la rencontre annuelle. Un rapport sur l'état des mathématiques est commandé à William Rowan Hamilton, mais celui-ci refuse. Deuxième choix de rédacteur, Peacock remet son rapport (Report on the Recent progress and actual state of certain branches of analysis) lors de la troisième rencontre annuelle de l'association tenue à Cambridge en 1833. Bien qu'il se soit limité à l'algèbre, la trigonométrie et à l'arithmétique des sinus, c'est l'un des meilleurs rapports parmi la longue liste de rapports de qualité publiés par l'association.
En 1837, Peacock est nommé professeur de la chaire Lowndean of Astronomy à l'université de Cambridge. En 1839, il est nommé doyen d'Ely, le diocèse de Cambridge. Pendant qu'il occupe ce poste, il rédige un texte sur l'algèbre en deux volumes, le premier intitulé Arithmetical Algebra et le deuxième, Symbolical Algebra. Peacock participe aussi activement à la réforme des statuts de l'université en tant que membre d'une commission appointée par le gouvernement dans ce but. Il meurt à Ely le 8 novembre 1858. Son corps est enterré au cimetière d'Ely.

## Théorie algébrique
Le principal apport de Peacock à l'analyse est sa tentative de placer l'algèbre sur des bases logiques. Il fonde ce qui est appelé l' « école philologique » ou « école symbolique » des mathématiciens Gregory, De Morgan et George Boole en sont membres. Peacock s'oppose à Francis Maseres et Frend en affirmant que l'algèbre est constituée de deux parties : l'arithmétique algébrique et la symbolique algébrique. Maseres et Frend se concentraient sur la partie arithmétique seulement.
Selon Peacock, les symboles élémentaires de l'algèbre arithmétique dénotent un entier naturel, donc toute combinaison valide de symboles élémentaires peut se réduire à un nombre. Si {\displaystyle a} et {\displaystyle b} sont des entiers, alors {\displaystyle a+b} est toujours un entier naturel, par contre {\displaystyle a-b} est un entier seulement si {\displaystyle b<a}. Sous les mêmes conditions, {\displaystyle ab} est toujours un entier, alors que {\displaystyle {\frac {a}{b}}} est un entier seulement si {\displaystyle b} est un diviseur exact de {\displaystyle a}. D'où le dilemme soit {\displaystyle {\frac {a}{b}}} est impossible en général ou bien les opérations élémentaires d'algèbre s'appliquent pour les nombres rationnels. Peacock tente de s'affranchir de cette difficulté en supposant qu'un symbole qui sert de multiplicateur est toujours un entier, alors que le multiplicande peut être une fraction. Cette position mène à des contradictions.
L'un des premiers auteurs anglais sur l'arithmétique est Robert Recorde. Dans son traité, qui contient un long dialogue entre un érudit et son élève, l'érudit discute longuement pour tenter de faire comprendre qu'une multiplication peut rendre un objet plus petit. Peacock contourne cette difficulté de compréhension en ayant recours à l'algèbre symbolique qui adopte les règles de l'algèbre arithmétique mais élimine des restrictions. Par exemple, la soustraction algébrique diffère de la soustraction arithmétique en ce qu'elle autorise toutes opérations entre des symboles algébriques qui respectent les règles de l'algèbre. Ce qui mène Peacock à énoncer le « principe de la permanence des formes équivalentes » en page 59 de son Symbolical Algebra : 

« Lorsque des formes algébriques sont équivalentes quand les symboles sont généraux dans leur forme, mais spécifiques en valeur, elles seront également équivalentes quand les symboles sont généraux en valeur et dans leur forme. »

Soit {\displaystyle a}, {\displaystyle b}, {\displaystyle c} et {\displaystyle d} qui désignent des entiers naturels, avec les restrictions {\displaystyle b<a} et {\displaystyle d<c}. Alors, de façon arithmétique, {\displaystyle (a-b)(c-d)=ac+bd-ad-bc}. Le principe de Peacock affirme que la forme à la gauche est équivalente à la forme à la droite, et pas seulement en imposant les restrictions susmentionnées : {\displaystyle a}, {\displaystyle b}, {\displaystyle c} et {\displaystyle d} sont des symboles généraux. {\displaystyle a}, {\displaystyle b}, {\displaystyle c} et {\displaystyle d} peuvent représenter des fractions, des nombres imaginaires ou des opérateurs mathématiques (tel {\displaystyle {\frac {d}{dx}}}). L'équivalence existe de par l'algèbre et non de par la nature des objets mathématiques en jeu. Puisque l'égalité est considérée comme vraie en général, le mathématicien tente d'interpréter la nature des symboles. Cette interprétation mène à un problème de logique : comment peut-on passer d'une résultat particulier à un résultat plus général ? Au XXIe siècle, les généralisations provoquent encore des débats dans la communauté mathématique.

### Traductions de
1. ↑  (en) « I assure you that I shall never cease to exert myself to the utmost in the cause of reform, and that I will never decline any office which may increase my power to effect it. I am nearly certain of being nominated to the office of Moderator in the year 1818-1819, and as I am an examiner in virtue of my office, for the next year I shall pursue a course even more decided than hitherto, since I shall feel that men have been prepared for the change, and will then be enabled to have acquired a better system by the publication of improved elementary books. I have considerable influence as a lecturer, and I will not neglect it. It is by silent perseverance only, that we can hope to reduce the many-headed monster of prejudice and make the University answer her character as the loving mother of good learning and science. »
2. ↑  (en) « 
Whatever algebraic forms are equivalent when the symbols are general in form, but specific in value, will be equivalent likewise when the symbols are general in value as well as in form. »

#### Sources
- (en) Alexander Macfarlane, Lectures on Ten British Mathematicians of the Nineteenth Century, vol. 17, Cornell University Library, coll. « Mathematical monographs », 1916 (lire en ligne)